# Sándor Emma
Sándor Emma (született: Schlesinger Emma, férjezett nevén Gruber Henrikné Schlesinger Emma, majd Kodály Zoltánné Schlesinger Emma) (Baja, 1863. március 17. – Budapest, 1958. november 22.) magyar zeneszerző, műfordító. Sándor Pál országgyűlési képviselő testvére.

## Élete
Zsidó családba született, édesapja Schlesinger Móric kereskedő, édesanyja Deutsch Sarolta volt. Zongorázni és énekelni tanult, a századforduló környékén Budapest zenei életének legfontosabb személyiségeinek ismeretségét tudhatta magáénak. Zeneszerzést tanult 1903-tól Bartók Bélánál, majd 1905–06-ban Kodály Zoltánnál. Szerzeményeivel Londonban és Párizsban is nyert pályázatot. 1883. január 14-én feleségül ment Gruber Henrik kereskedőhöz, majd 1910. augusztus 3-án Budapesten Kodály Zoltánnal kötött házasságot, akivel élete hátralévő részét leélte, és segítette őt. Gyűjtött népdalokat, ő dolgozta fel a Magyar népzene 34. és 35. számait. Egyes témáit Bartók, Dohnányi és Kodály is feldolgozta. Számos ballada, népdal szövegét fordította le német nyelvre. Művei főként zongoraművek (Berceuse, Scherzo, Változatok).

## Források

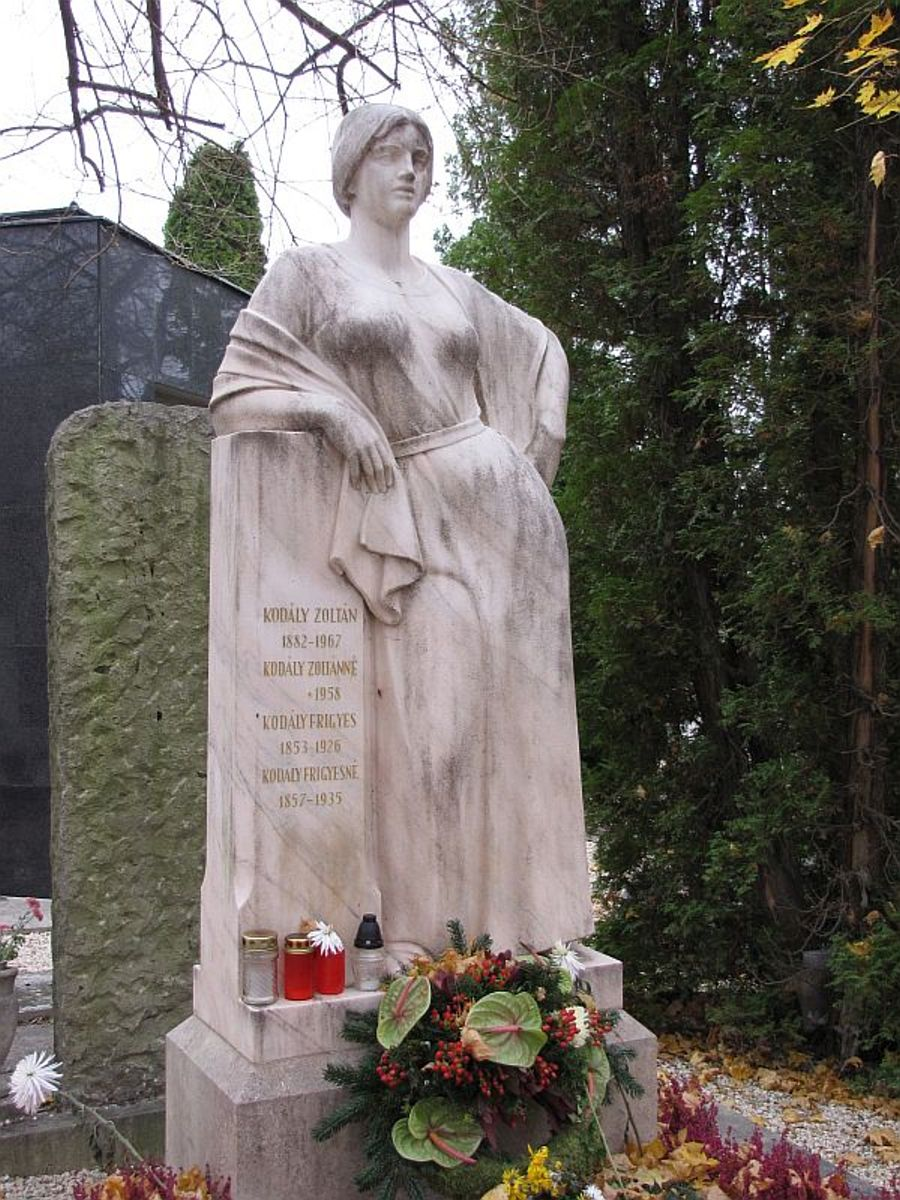
Sírja a Farkasréti temetőben (20. körönd-1-17/18). Alkotó: Pátzay Pál.